# لاک‌پشت زیتونی
لاک‌پشت زیتونی(نام علمی: Lepidochelys olivacea) نام یک گونه از تیره باخه‌ایان است.